# Lista de iogues
Esta lista inclui mestres reconhecidos no ocidente, divulgadores de distintas modalidades de ioga.

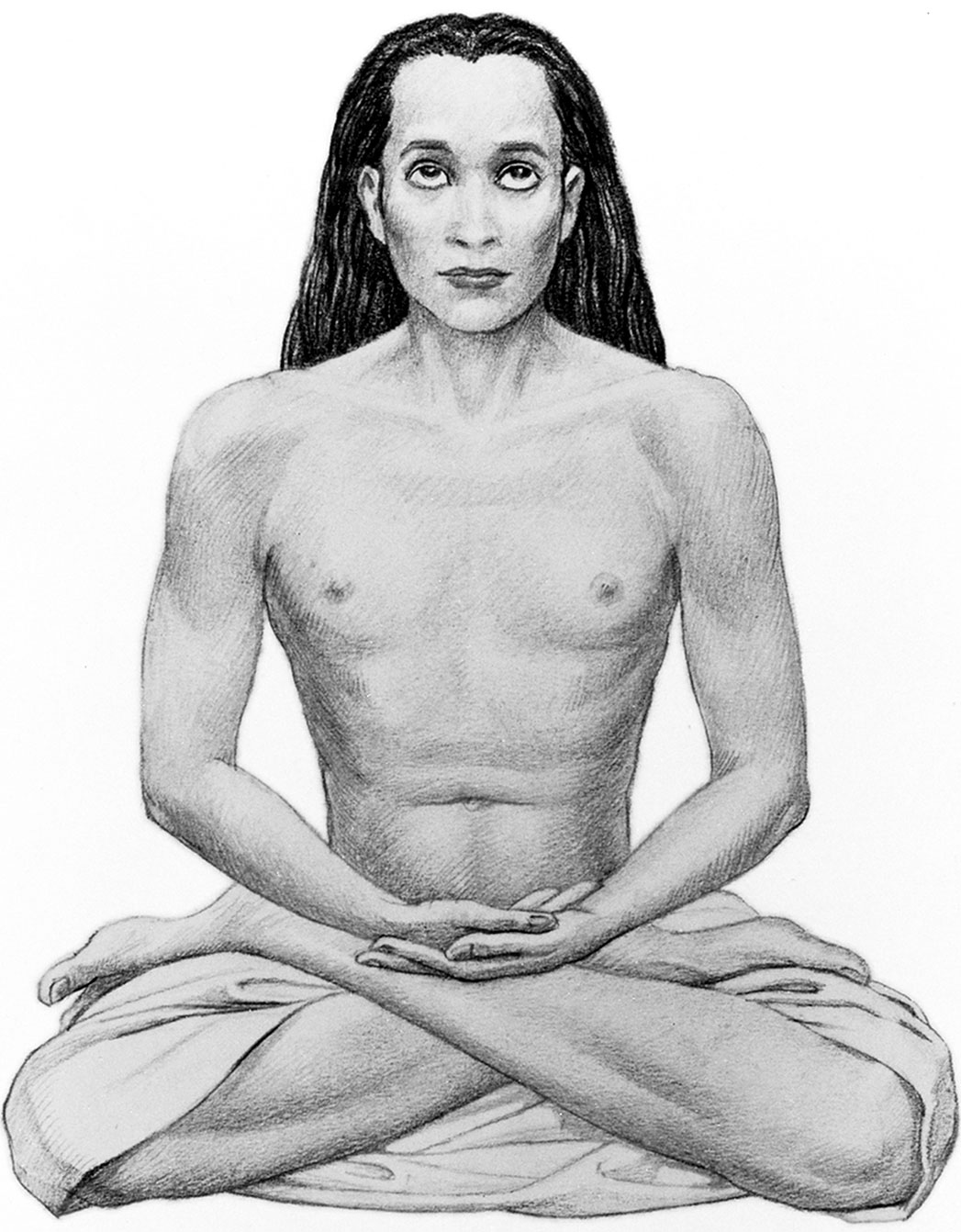
Mahavatar Babaji - retrato falado produzido por P.Yogananda.

## Orientais
- Patânjali - (200 a.C. a 400 d.C.)
- Mahavatar Babaji - (sec. XIX)
- Hariakhan Baba (...?/1861 - 1924/...?)
- Shyama Charan Lahiri - (1828 — 1895)
- Yukteswar Giri - (1855 - 1936)
- Swami Vivekananda - (1863 - 1902)
- Swami Abhedananda - (1866 - 1939)
- Sri Aurobindo - (1872 – 1950)
- Sri Sri Sitaramdas Omkarnathdev - (1892 - 1982)
- Ramana Maharshi - (1878 - 1950)
- Swami Nigamananda - (1880 - 1935)
- Swami Sivananda (1887 - 1963)
- Paramahansa Yogananda - (1893 - 1952)
- Paramahamsa Hariharananda -  (1907 - 2002)
- Maharishi Mahesh Yogi (1918 - 2008)
- Swami Rama - (1925 - 1996)
- Bhagwan Shree Rajneesh - (1931 - 1990)

## Ocidentais
- Sevânanda Swâmi /Br
- Prof. De Rose /Br
- Prof. Hemógens - (1921) /Br
- Swami Vishnu Devananda - (1927) /Ca